# 夏色のエプロン
『夏色のエプロン』（なついろ-）は、URANから2000年8月12日に発売されたアダルトゲーム。

## あらすじ
朝倉和人は青華学園の上級生でボクシング部に所属している。泉という姉いて頭があがらない。両親は既に亡くなっており、二人暮らしになっている。ある日、泉の元に海外での仕事の話が来て和人は一人暮らしをしなければならなくなった。そして夏休みはどうやって過ごそうとするのでしょうか。

## 登場人物
朝倉 和人
本作の主人公。
神原 優紀
声：石川乃奈
泉の親友
新井 理音
声：青山ゆかり
野球部のマネージャー。
白鳥 未来
声：三村咲姫
主人公の幼馴染。
真藤 ひとみ
声：紫苑みやび
隣人で未亡人。
朝倉 泉
声：岩田由貴
主人公の姉。

## スタッフ
- 原作・マネジメント：日高豊
- プロデューサー・音響監督・波形編集：金澤幸太郎
- 監督・プログラム：下田晋一朗
- シナリオ：実験機八号
- 原画・色彩設計：モグダン
- 作画監督・トレス：臼田美夫
- OP主題歌「夏色の一瞬」

作詞：入江直美 / 作曲：秋山善朗 / 歌：姫野麻衣